# Lizard (камуфляж)
Камуфляж Лізард (англ. Camouflage Lizard, дослівно — камуфляж Ящірка), відомий також як камуфляж Леопард (фр. Tenue Léopard) або камуфляж TAP47 — деформаційний військовий камуфляж, який в період з 1947 року до січня 1963 року використовувався французькою армією для одностроїв парашутистів моделі TAP47. Був розроблений на основі шаблону камуфляжу куртки Денісон британських парашутистів.  Після невдалого військового заколоту 1961 року, був виведений з використання частинами французької армії через його асоціацію з десантниками-заколотниками.
На основі французького шаблону камуфляжу Lizard різними країнами була розроблена ціла низка споріднених камуфляжів. Використання візерунка камуфляжу Lizard дотепер поширене в країнах Африки серед військових та парамілітарних озброєних загонів. Існує два основних типи малюнка камуфляжу Lizard: оригінальний французький дизайн з горизонтальними смугами та розроблений в Португалії дизайн з вертикально розташованими смугами. Крім того, від камуфляжу Lizard походить малюнок південнов'єтнамського камуфляжу Tigerstripe часів Першої індокитайської війни.

## Історія
Візерунок камуфляжу Lizard складається зі смуг двох кольорів, як правило, зеленого і коричневого, що нібито грубим пензлем нанесені тло світло-зеленого кольору або кольору хакі. Він схожий на візерунок британського камуфляжу, що використовувалися з 1942 року на куртках Денісон британських парашутистів. Візерунок камуфляжу Lizard має вужчі кольорові смуги, ніж британський камуфляж і має сильну горизонтальну орієнтацію, що порушувало вертикальну форму тіла солдата.

### Камуфляж Lizard з горизонтальними смугами

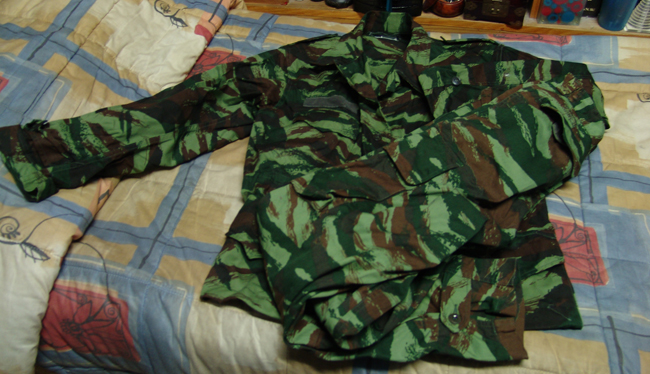
Однострій BDU з камуфляжем Lizard

Версію камуфляжу Lizard з горизонтальними смугами було розроблено французькою армією в 1947 році, яка використовувала його на одностроях парашутистів-десантників до 1963 року. Після активної участі французьких колоніальних повітряно-десантних військ «Troupes Aéroportée» у військовому заколоті під час війни в Алжирі, їх багатоколірний камуфляж Lizard було офіційно виведено з використання французької армії в січні 1963 року, оскільки він асоціювався із цим путчем. Спочатку його було замінено на однотонний оливково-зелений M1947 «trellis/tenue de compagne», а пізніше на новий зелений «trellis Satin M1964», який, своєю чергою, у 1971 році замінено на однотонний армійський камуфляж «tenue F-1». Новий французький багатоколірний камуфляж Centre-Europe був представлений лише у 1991 році.

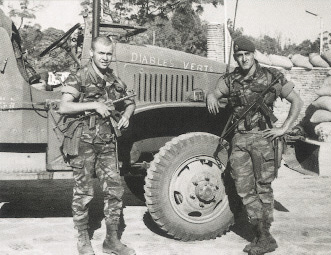
Два парашутисти Іноземного легіону в Колвезі, ДР Конго в 1978 році

Не дивлячись на виведення із використання французькою регулярною армією, варіант камуфляжу Lizard (tenue camouflee toutes armes) протягом 1960-х років був стандартним одностроєм Французького іноземного легіону, а парашутисти Іноземного легіону використовували його до початку 1980-х років, поки нарешті не був замінений на однострої з однотонним оливковим камуфляжем «tenue F1».
Копія французького зразка, зроблена в Азії, була прийнята в деяких африканських країнах, таких як Чад, Габон, Руанда та Судан.
Греція використовувала ряд горизонтальних камуфляжів Lizard з 1960-х років. Приблизно в 1970 році Куба розробила сіру версію цього камуфляжу, яку використовували збройні сили Куби та повстанці FAPLA Анголи. Російський спецназ і війська МВС використовували горизонтальні камуфляж Lizard. Армія оборони Ізраїлю використовувала передані Францією оригінальні французькі однострої з камуфляжем Lizard до 1968 року, разом зі стандартними (однотонними) бойовими одностроями. Французький камуфляж Lizard використовувався в Конго в 1978 році
Болгарська армія використовувала надлишкову форму Армії оборони Ізраїлю як офіційну уніформу в місії ООН у Камбоджі (UNTAC) у 1992—1993 роках.

### Камуфляж Lizard з вертикальними смугами

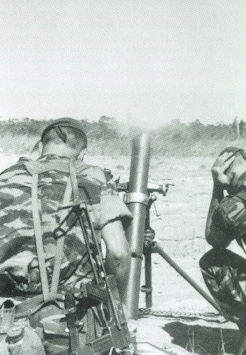
Солдати Іноземного легіону в камуфляжі Lizard під час битви при Колвезі в ДР Конго.

Камуфляжі Lizard з вертикальними смугами у різних кольорах, очевидно, були розроблені в Португалії з оригінальних французьких горизонтальних візерунків. Класичний камуфляж Lizard з горизонтальними смугами використовувався в десантних підрозділах ВПС Португалії з 1956 року, а в 1960 році був поширений на спеціальні армійські піхотні підрозділи. Оскільки португальські військові брали участь у колоніальних війнах, які переважно відбувались в африканських джунглях, камуфльована уніформа була випущена для всієї армії та деяких підрозділів ВМС і ВПС. У 1963 році було розроблено вертикальний малюнок камуфляжу Lizard, який замінив французький горизонтальний візерунок. Парадоксально, але португальський камуфляж Lizard з вертикальними смугами став популярним серед місцевих партизанів, які воювали проти Португалії й пізніше був прийнятий збройними силами деяких колишніх португальських африканських колоній після здобуття ними незалежності.
Португальський вертикальний варіант камуфляжу Lizard був також прийнятий Бразилією, яка розробила ряд колірних гам для різних складових збройних сил. Єгипет, Греція, Індія, ліванські палестинці та Сирія також використовували варіант з вертикальними смугами. Партизани СВАПО в Намібії носили різноманітний камуфляж, включаючи й португальський вертикальний камуфляж Lizard.

### Інші варіанти
В'єтнамський камуфляж Tigerstripe часів війни у В'єтнамі походить від камуфляжу Lizard одностроїв французьких парашутистів TAP47. Tigerstripe почали розробляти як французький експериментальний зразок під час Першої індокитайської війни і пізніше він був доопрацьований і використовувався морською піхотою Південного В'єтнаму та американськими спецпризначенцями під час В'єтнамської війни. Камуфляж Tigerstripe відрізнявся від камуфляжу Lizard тим, що його смуги візуально прилягають одна до іншої, а не накладаються між собою і площа фонового кольору у нього менша.

## Користувачі
- Алжир: сіра версія камуфляжу Lizard використовувалась алжирськими парашутистами[8]. Камуфляж lizard в домінуючій пурпурній колірній гамі в 1980-х роках[8].
- Бахрейн: використовується підрозділами підрозділів бахрейнських командос[9].
- Бенін[10].
- Бразилія: використовується збройними силами Бразилії[11].
- Вірменія: грецькі камуфляжі Lizard використовувались вірменськими військовими в миротворчих операціях NATO[8].
- Греція[12].
- Кабо-Верде: бразильський варіант камуфляжу Lizard використовувався окремими підрозділами кабо-вердійської армії й морської піхоти[10]. Стандартний камуфляж Lizard використовувався рештою підрозділів армії Кабо-Верде[10].
- Намібія[13]
- Росія[14]
- Сирія: сирійською армією використовувались варіанти французького камуфляжу Lizard[15].
- Східний Тимор: піксельна версія камуфляжу Lizard використовувалась військовими Східного Тимору[10].

### Колишні
- Ангола: використовувались кубинські камуфляжі Lizard[16]. UNITA використовувала французькі версії камуфляжу Lizard[17].
- Болгарія: використовувались як офіційна уніформа місії UNTAC в Камбоджі (1992—1993)
- Ізраїль: в 1960-х роках використовувались камуфляжі Lizard, які постачала Франція[4].
- Куба: використовувались версії камуфляжу Lizard кубинського виробництва, що походили від радянських версій камуфляжу[16][14].
- Кіпр: деякі члени волонтерів корпусу літніх членів (εθνοφύλακες) збройних сил республіки Кіпр все ще використовують цей камуфляж[18].
- Нігерія[19].
- Португалія: португальська армія використовувала камуфляж Lizard португальського виробництва в операціях в Африці[14].
- Родезія: Підрозділи SAS Родезії носили португальську версію камуфляжу Lizard[20].
- Сербія[12].
- СРСР: радники FAPLA носили кубинську версію камуфляжу[21].
- Франція: широко використовувався французькими військовими у В'єтнамі та Алжирі[22].
- Югославія: використовувався югославською поліцією в 1992-2001 роках[23][12].

### Недержавні суб'єкти
- FAPLA: б/в кубинська версія камуфляжу Lizard[24];
- SWAPO: б/в португальська версія камуфляжу Lizard[16];
- ZANLA: б/в португальська версія камуфляжу Lizard[25];
- ZIPRA: б/в португальська версія камуфляжу Lizard[25].